# Cylindrifrons succandidalis
Cylindrifrons succandidalis är en fjärilsart som beskrevs av George Duryea Hulst 1886. Cylindrifrons succandidalis ingår i släktet Cylindrifrons och familjen Crambidae. Inga underarter finns listade i Catalogue of Life.